# Satrapia de l'Índia

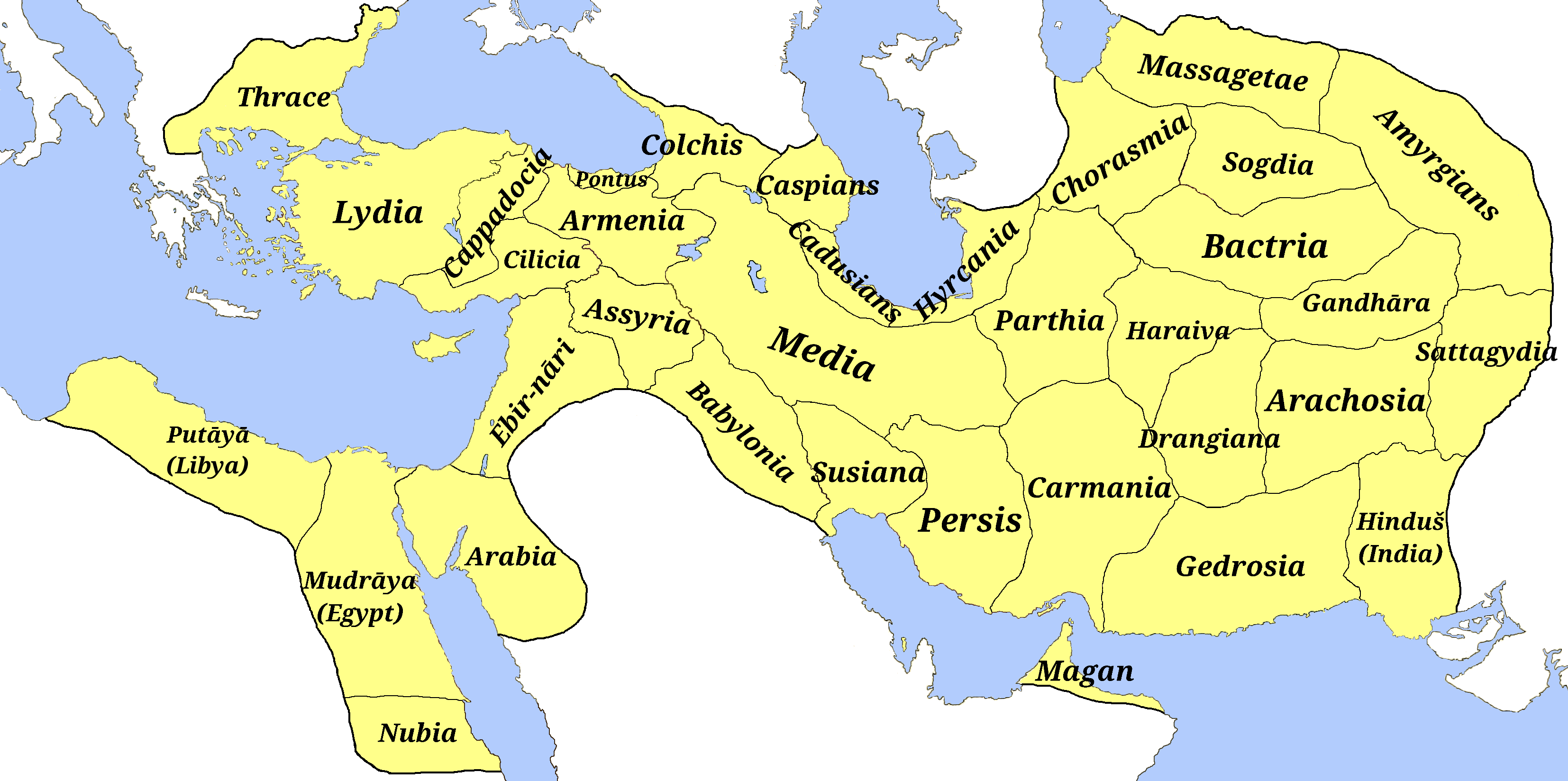
Les satrapies de l'imperi aquemènida

La satrapia de l'Índia (Hinduš) fou una entitat de la Pèrsia aquemènida establerta arrel de la Conquesta aquemènida de la vall de l'Indus per Cir II el Gran. Es coneixen els tres reis Sambus, Musicanus, i Porticanus o Oxycanus. Probablement Sambus tenia una jerarquia superior, ja que Alexandre el Gran el va nomenar sàtrapa inicialment, però després aquest lloc fou confiat a Pithon, fill d'Agenor. El període aquemènida de la vall de l'Indus va acabar amb la campanya índia d'Alexandre el Gran al voltant de l'any 323 aC.
La satrapia depenia de la gran satrapia d'Aracòsia, i al seu torn estava formada per tres satrapies menors de noms desconeguts i identificades amb números (Índia 1, 2 i 3):
- India 1 estava situada a l'oest de l'Indus i anava,al nord, fins a la desembocadura del Chenab i a l'oest fins Aracòsia, al riu Hab que marcava la frontera amb Oritània i Gedròsia. Les muntanyes Kithar en formaven part.
- India 2 estava entre l'Indus a l'oest i el desert del Thar a l'est. Al nord limitava amb Sattagídia a la unió del Chenab amb l'Indus; al sud no se sap.
- India 3 estava a la part sud de l'Índia fins al delta del riu Indus, a l'oest del desert del Thar.